# Université Faulkner
L'université Faulkner (en anglais : Faulkner University) est une université américaine située à Montgomery dans l'Alabama.

## Historique
Fondé en 1942 sous le nom Montgomery Bible School, l'établissement a été renommé en 1985 en l'honneur de James H. Faulkner (en), un magnat des médias et homme politique américain.

## Galerie

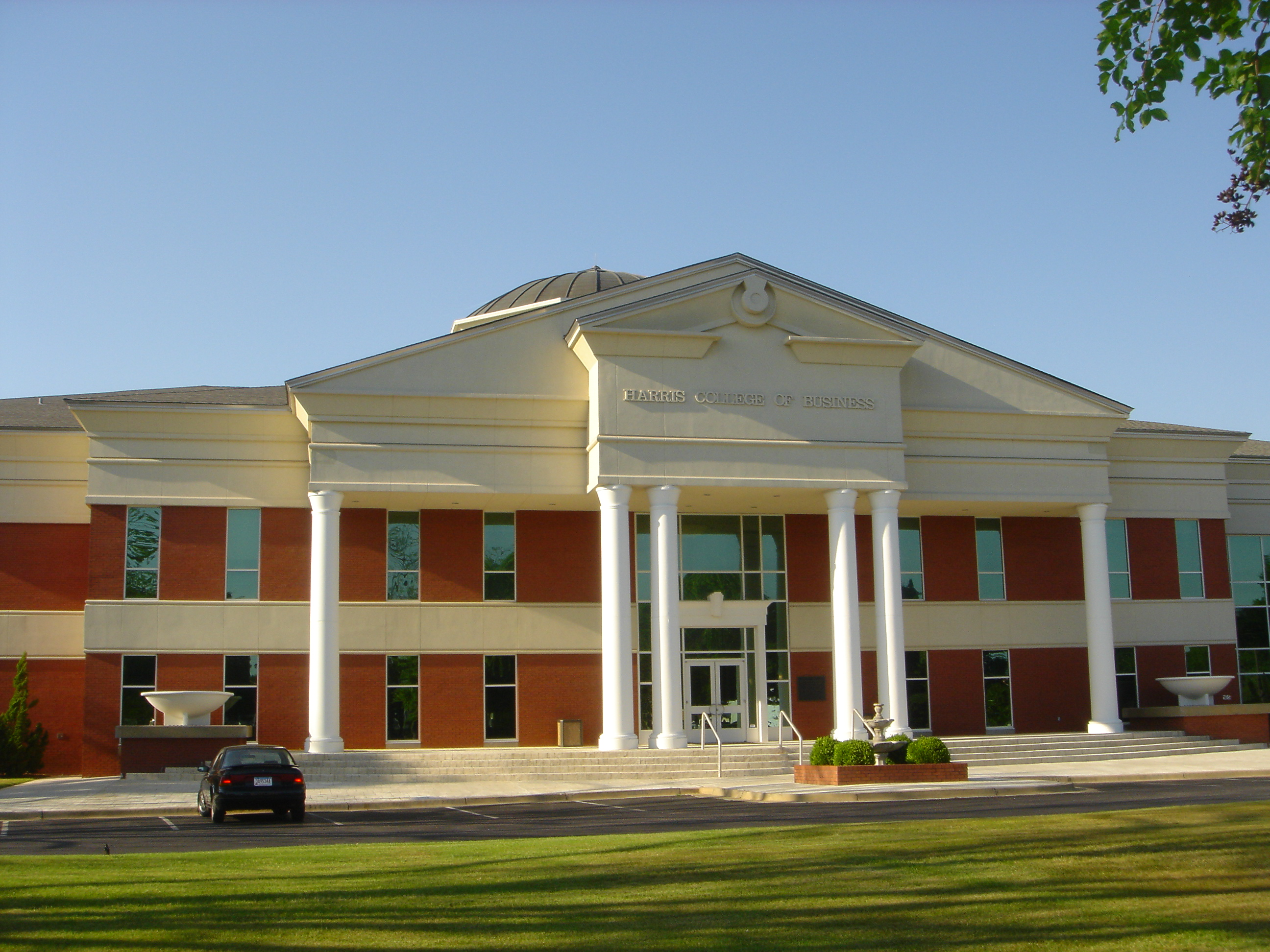
Harris College of Business
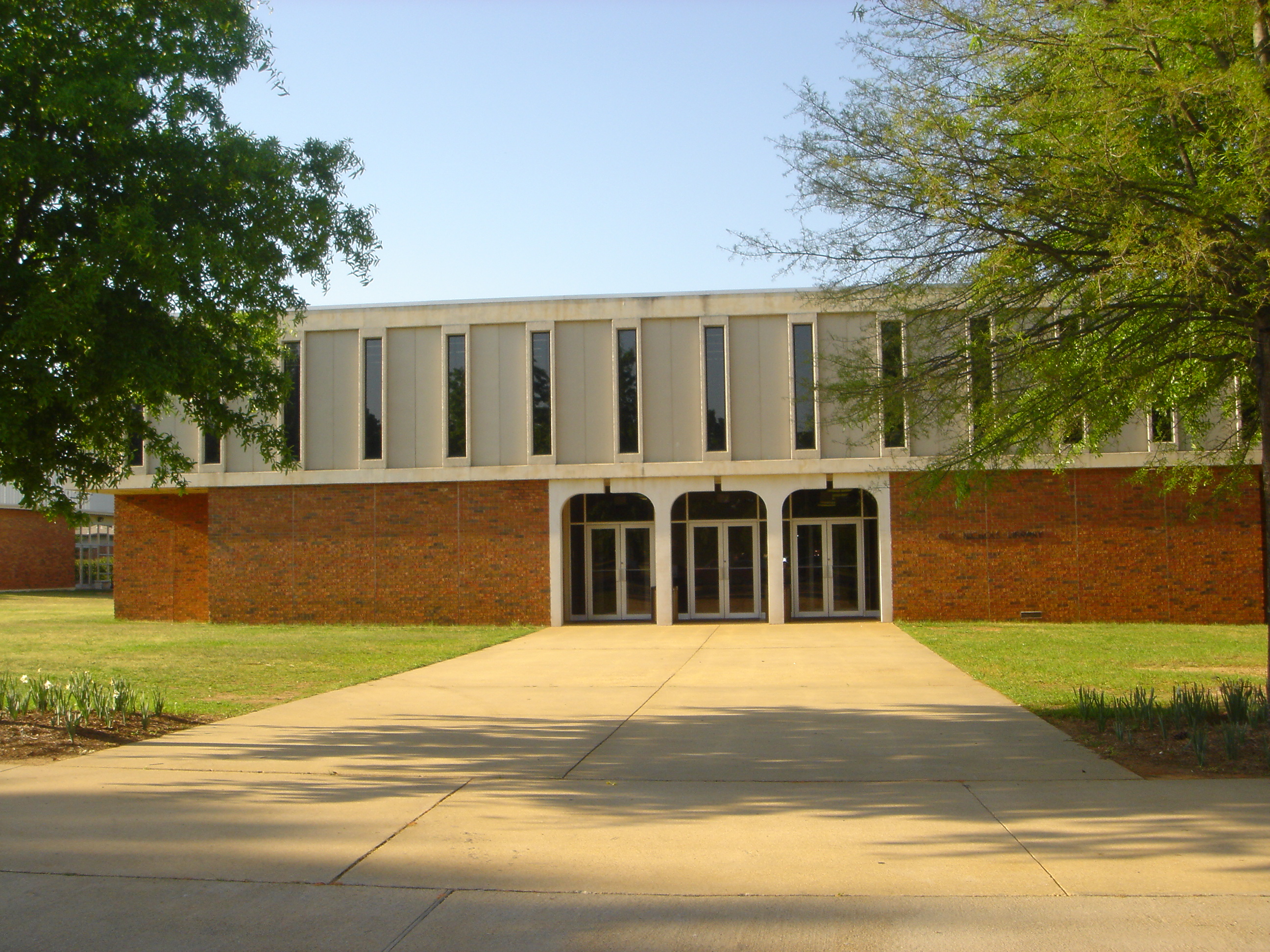
Librairie Gus Nichols

## Source
- (en) Cet article est partiellement ou en totalité issu de l’article de Wikipédia en anglais intitulé « Faulkner University » (voir la liste des auteurs).